# 和平蛤
是帘蛤目帘蛤科花帘蛤属的一种。主要分布于越南、中国大陆、台湾，常栖息在潮下带28－87米、沙泥质浅海。